# الكحول والوزن
العلاقة بين الكحول والوزن هي موضوع دراسات غير حاسمة. تتراوح نتائج هذه الدراسات من زيادة وزن الجسم إلى انخفاض صغير بين النساء اللاتي يبدأن تناول الكحول. يتم إجراء بعض هذه الدراسات مع عدد كبير من الأشخاص؛ يترواحون بين 80،000 و 140،000 شخص آخر.
```
وتكون النتائج غير حاسمة لأن الكحول في حد ذاته يحتوي على 7 
سعرات حرارية
 لكل 
غرام
 ، لكن الأبحاث تشير إلى أن 
الطاقة
 الكحولية لا تستخدم بكفاءة. كما يبدو أن الكحول يزيد من معدل 
الأيض
 بشكل كبير ، مما يؤدي إلى حرق المزيد من السعرات الحرارية بدلاً من تخزينها في الجسم 
كدهون
 (Klesges et al.، 
1994
). وقد توصلت دراسة أخرى إلى أن استهلاك 
السكر
 ينخفض مع زيادة استهلاك الكحول.
```

وفقا للدكتور كينت بونتنج ، فإن نتائج البحث لا تعني بالضرورة أن الأشخاص الذين يرغبون في إنقاص الوزن يجب أن يستمروا في استهلاك الكحول لأن الاستهلاك معروف بتأثيره المتزايد على الشهية. نتيجة لهذه التناقضات في النتائج ، فإن العلاقة بين الكحول والوزن لا تزال دون حل وتتطلب المزيد من البحث.
ويعتقد أن العوامل البيولوجية والبيئية تسهم في إدمان الكحول والسمنة. و تلقي القواسم المشتركة بين تناول الطعام المفرط ومشروبات الكحول المفرطة الضوء على استراتيجيات التدخل ، مثل المركبات الصيدلانية التي قد تساعد أولئك الذين يعانون من كليهما. بعض بروتينات إشارات الدماغ التي تتوسط في تناول الطعام الزائد وزيادة الوزن تتوسط أيضًا في استهلاك الكحول غير المتحكم فيه. وقد تم تحديد بعض ركائز الفسيولوجية التي تكمن وراء تناول الطعام وتناول الكحول. تم العثور على الميلانوكورتنز ، وهي مجموعة من بروتينات الإشارات ، تشارك في كل من تناول الطعام الزائد وتناول الكحول.
```
قد يساهم الكحول في السمنة. ووجدت الدراسة أن الشاربين الذين يتناولون الطعام بشكل متكرر (من ثلاثة إلى سبعة أيام للشرب في الأسبوع ، ومشروب واحد لكل يوم من أيام الشرب) كان لديهم مؤشر كتلة الجسم أقل من عدد قليل من الشاربين ، ولكنهم أكثر شحذًا.
[
5
]
 و على الرغم من أن السعرات الحرارية في 
السوائل
 التي تحتوي على 
الإيثانول
 قد تفشل في إطلاق الآلية الفيزيولوجية التي تنتج الشعور بالامتلاء على المدى القصير ، قد يعوض المخمورون المتعاقدون على المدى الطويل عن الطاقة المشتقة من الإيثانول عن طريق تناول كميات أقل.
[
6
]
```

## روابط خارجية
- Wil liamson DF، Forman MR، Binkin NJ، Gentry EM، Remington PL، Trowbridge FL (أكتوبر 1987). "Alcohol and body weight in United States adults". Am J Public Health. ج. 77 ع. 10: 1324–30. DOI:10.2105/AJPH.77.10.1324. PMC:1647125. PMID:3498373. مؤرشف من الأصل في 2019-12-12.
- Nutrition Information for alcoholic beverages